# سمورچه کاج ساحلی
سمورچه کاج ساحلی (نام علمی: Tamias speciosus) نام یک گونه از سرده سمورچه است.